# Terra Alta (Virgínia de l'Oest)
Terra Alta és una població dels Estats Units a l'estat de Virgínia de l'Oest. Segons el cens del 2000 tenia 1.456 habitants.

## Demografia
Segons el cens del 2000, Terra Alta tenia 1.456 habitants, 596 habitatges, i 417 famílies. La densitat de població era de 472,4 habitants per km².
Dels 596 habitatges en un 32,6% hi vivien nens de menys de 18 anys, en un 53,2% hi vivien parelles casades, en un 12,6% dones solteres, i en un 30% no eren unitats familiars. En el 26,2% dels habitatges hi vivien persones soles el 12,2% de les quals corresponia a persones de 65 anys o més que vivien soles. El nombre mitjà de persones vivint en cada habitatge era de 2,43 i el nombre mitjà de persones que vivien en cada família era de 2,9.
Per edats la població es repartia de la següent manera: un 24,5% tenia menys de 18 anys, un 8,2% entre 18 i 24, un 26,5% entre 25 i 44, un 26% de 45 a 60 i un 14,9% 65 anys o més.
L'edat mediana era de 38 anys. Per cada 100 dones de 18 o més anys hi havia 85,2 homes.
La renda mediana per habitatge era de 25.388 $ i la renda mediana per família de 32.692 $. Els homes tenien una renda mediana de 23.750 $ mentre que les dones 17.950 $. La renda per capita de la població era de 12.040 $. Entorn del 15,6% de les famílies i el 18,9% de la població estaven per davall del llindar de pobresa.

## Poblacions més properes
El següent diagrama mostra les poblacions més properes.